# Elvio Amarilla
Elvio Amarilla (Capiatá, Paraguay, 23 de marzo de 1986) y es un futbolista paraguayo, que juega de volante.

## Clubes
| Club             | País     | Año         |
| ---------------- | -------- | ----------- |
| 2 de Mayo        | Paraguay | 2008        |
| Sol de América   | Paraguay | 2009        |
| 3 de Febrero     | Paraguay | 2010        |
| Sportivo Luqueño | Paraguay | 2011 - 2012 |
| General Díaz     | Paraguay | 2013        |
| Santaní          | Paraguay | 2013 - 2014 |
| San Lorenzo      | Paraguay | 2015        |